# Діді Інчхурі
Діді Інчхурі (груз. დიდი ინჩხური) — село в Грузії.
За даними перепису населення 2014 року в селі проживає 607 особи.